# Мадонна с апельсиновым деревом
«Мадонна с апельсиновым деревом» (итал. Madonna dell'Arancio) — картина итальянского живописца Чимы да Конельяно (ок. 1459—1518). Создана между 1496 и 1498 годами. С 1919 года хранится в коллекции Галереи Академии в Венеции.
Первоначально доска размещалась в церкви Санта-Клара на острове Мурано, справа от главного алтаря.

## Описание
Язык живописи художника отличается особой чувствительностью к свету, который, расширяясь сверху, будто обтекает ясные, четкие формы, сиянием волшебных цветов изящного пейзажа на фоне. Присутствие на картине вместе со святым Иеронимом, святого Людовика Тулузского, который по иконографической традиции, одет в монастырскую одежду, свидетельствует о принадлежности монахинь церкви Санта-Клара, заказчиц произведения, к ордену францисканцев.
Фигура с ишаком в глубине, слева от апельсинового дерева, отождествляется со святым Иосифом: считалось, что картина изображала библейский эпизод «Побег на пути в Египет». Город с башнями на холме, напоминающий родной город художника, может символизировать чистоту Девы Марии, как и две куропатки на переднем плане. Изящная четкая контурная линия выделяет фигуры на фоне пейзажа, проникнутого хрустальным светом, ясным и безмятежным, подчеркивая мягкость жестов персонажей. Символ невинности и чистоты — флёрдоранж — всегда был традиционным украшением невесты. Апельсиновое дерево за спиной Девы трактуется как атрибут Марии — невесты Христовой.

## Ссылка
- На Викискладе есть медиафайлы по теме Мадонна с апельсиновым деревом